# 245
245（二百四十五、にひゃくよんじゅうご）は自然数、また整数において、244の次で246の前の数である。

## 性質
- 245は合成数であり、約数は 1, 5, 7, 35, 49, 245 である。
  - 約数の和は342。
  - 約数の個数が3連続(243,244,245)で同じになる10番目の3連続の中で最大の数である。1つ前は244、次は303。
- 245 = 82 + 92 + 102
  - 3連続整数の平方和で表せる8番目の数である。1つ前は194、次は302。
  - 245 = 12 + 102 + 122 = 22 + 42 + 152 = 82 + 92 + 102
    - 3つの平方数の和3通りで表せる32番目の数である。1つ前は242、次は258。(オンライン整数列大辞典の数列 A025323)
    - 異なる3つの平方数の和3通りで表せる15番目の数である。1つ前は237、次は251。(オンライン整数列大辞典の数列 A025341)
- 各位の和が11になる22番目の数である。1つ前は236、次は254。
- 各位の立方和が197になる最小の数である。次は254。(オンライン整数列大辞典の数列 A055012)
  - 各位の立方和が n になる最小の数である。1つ前の196は122335、次の198は1245。(オンライン整数列大辞典の数列 A165370)
- 245 = 41 + 52 + 63 = (6 − 1) × (6 + 1)2 = 63 + 62 − 6 − 1
  - n = 6 のときの n3 + (n − 1)2 + (n − 2) の値とみたとき1つ前は144、次は384。(オンライン整数列大辞典の数列 A152619)
- 245 = 5 × 72
  - n = 7 のときの 5n2 の値とみたとき1つ前は180、次は320。(オンライン整数列大辞典の数列 A033429)
  - n = 2 のときの 5 × 7n の値とみたとき1つ前は35、次は1715。(オンライン整数列大辞典の数列 A193577)
  - 2つの異なる素因数の積で p2 × q の形で表せる32番目の数である。1つ前は244、次は261。(オンライン整数列大辞典の数列 A054753)
- 245 = 15 + 15 + 35
  - n = 5 のときの 3n + 2 の値とみたとき1つ前は83、次は731。(オンライン整数列大辞典の数列 A168607)
- 245 = 72 + 142
  - 異なる2つの平方数の和で表せる75番目の数である。1つ前は244、次は250。(オンライン整数列大辞典の数列 A004431)
- 245 = 13 + 13 + 33 + 63
  - 4つの正の数の立方数の和で表せる54番目の数である。1つ前は243、次は252。(オンライン整数列大辞典の数列 A003327)
- 245 = 5! + 53
  - n = 5 のときの n! + n3 の値とみたとき1つ前は88、次は936。(オンライン整数列大辞典の数列 A080668)
- 245 = 212 − 196
  - n = 21 のときの n2 − 142 の値とみたとき1つ前は204、次は288。(オンライン整数列大辞典の数列 A132770)
- 245 = 14 + 24 + 34/70 + 71 + 72 + 73 × 103

## その他245に関連すること
- 年始から数えて245日目は9月2日。
- 西暦245年
- 245 (バンド) - マーク・パンサーを中心とした3人組バンド。
- 第245代ローマ教皇はベネディクトゥス13世（在位：1724年～1730年2月21日）である。
- 日本の国会を構成する参議院の現在の定数は245である。

## 関連事項
- 数に関する記事の一覧